# Art of Dying (brano musicale)
Art of Dying, nota anche come The Art of Dying è un brano musicale di George Harrison incluso nel triplo album All Things Must Pass (1970).

## Il brano

### Storia e composizione
(Art of Dying, George Harrison)
George Harrison aveva affermato che il suo interesse per la spiritualità e l'Induismo nacque con il suo primo "trip" con l'LSD; l'assunzione dell'allucinogeno avvenne, con George inconsapevole di quello che stava prendendo, nel 1965, e, tra le allucinazioni, Harrison sentiva qualcuno sussurrare: «Yogis of the Himalayas» ("Gli Yogi dell'Himalaya"). Il chitarrista smise di assumere sostanze stupefacenti dopo aver visto il quartiere di Haight-Ashbury di San Francisco, all'apice della controculutra hippy nell'agosto 1967, ma era già pienamente immerso nella religione orientale ed aveva scritto e pubblicato la canzone Within You Without You in Sgt. Pepper's Lonely Hearts Club Band (1967), trattante dell'aridità spirituale della vita dell'epoca.
A questo periodo risale anche una canzone circa il concetto induista della reincarnazione e dell'inevitabilità della morte: Art of Dying. Il testo della canzone presenta riferimenti alla Vergine Maria della fede Cattolica, con la quale era cresciuto in quanto figlio di madre cattolica; come detto da lui stesso, si diceva che il padre fosse protestante, ma in realtà non sembrava che facesse parte di alcuna confessione Cristiana. Nel testo originario, il posto del nome della Madonna era occupato da "Mr. Epstein", ovvero Brian Epstein, il manager dei Beatles, per cui Bruce Spizer ha ipotizzato che in origine il pezzo trattasse della vita dopo la fine del gruppo quando Brian non sarebbe più stato capace di tenerlo assieme; l'imprenditore morì però tragicamente nell'agosto 1967 per una overdose di barbiturici.
George, in seguito, spiegò nella sua autobiografia, I, Me, Mine, che spesso l'anima rimane sulla terra per il debito karmico, generato dalle azioni nel corso della propria vita. Composta poco prima che parole come karma, mantra, guru e māyā diventassero parole chiave del suo vocabolario, Harrison chiude la canzone con delle frasi, abbastanza umoristiche, le quali fanno capire la sua conoscenza di una possibile confusione per gli ascoltatori. A differenza di buona parte delle tracce dell'album, delle composizioni del "Quiet Beatle" scartate da John Lennon e Paul McCartney, questa non venne nemmeno proposta per la pubblicazione sotto il nome dei Beatles per il tema, considerato troppo deprimente, del pezzo. Il concetto della reincarnazione ritornerà frequentemente nel corso della sua carriera solista, in particolare su Give Me Love, un successo tratto dall'album Living in the Material World (1973).

### Registrazione
Poco tempo lo scioglimento dei Beatles, il 26 maggio 1970, George Harrison eseguì molte canzoni per Phil Spector agli Abbey Road Studios; le composizioni, spesso descritte dal chitarrista, componevano il materiale ipotizzato per All Things Must Pass. Art of Dying venne eseguita con una chitarra acustica, ma, come anche Isn't It a Pity, Run of the Mill e Let It Down, l'arrangiamento della versione pubblicata modificò completamente il pezzo, poiché infatti la traccia ebbe un arrangiamento hard rock che all'epoca Rolling Stone definisce addirittura "proto-disco".
Su Art of Dying, suonò l'intera band dei Derek and the Dominos, poiché i suoi quattro membri (Eric Clapton, Bobby Whitlock, Carl Radle e Jim Gordon) suonano tutti sulla traccia. Whitlock, nella sua autobiografia, ricordò che la seduta per il brano dei "Derek and the Dominos con George Harrison" fu bellissima, ed ha lodato particolarmente il lavoro di Clapton alla chitarra wah-wah; Bobby suonò sulla traccia le campane tubolari, e, forse, il pianoforte. Inoltre, su Art of Dying Phil Collins, originariamente non accreditato, suona le conga. Altri musicisti che suonano sul pezzo sono Gary Wright e Billy Preston, rispettivamente al piano elettrico ed all'organo.
Una versione alternativa del pezzo, nota come Art of Dying (Take 9), è apparsa frequentemente su bootleg, ed è caratterizzata da parti di pianoforte e di chitarre acustiche ritmiche; questa versione, a metà tra il demo e la versione ufficialmente pubblicata, è nella chiave del Si bemolle minore, un semitono in più rispetto a quella di All Things Must Pass, e venne scartata per la pubblicazione solamente nelle fasi di missaggio del disco.
Caratterizzata da parti "fiammeggianti" di chitarra solista da parte di Clapton, e sostenuta dalla batteria di Gordon e dal basso di Radle, il risultato è molto vicino all'hard rock di quanto mai immaginato dal suo autore. Inoltre, la traccia presenta un controcanto non vocale, formato dai corni arrangiati da Jim Price, che apre dei passaggi strumentali nel brano oltre che al suo finale "galoppante". Testimonia la ferocia della performance anche la mancanza di interventi alle conga facilmente udibili, poiché infatti Collins ha ricordato che aveva le mani coperte di vesciche, e che non riusciva a suonare quelle percussioni con un minimo di forza. Il futuro batterista dei Genesis ha affermato che un'altra parte percussiva, le maracas, ben più prominenti nel mix, potrebbero essere state suonate da Mal Evans, Ringo Starr, qualche membro dei Badfinger o Maurice Gibb, tutte persone presenti alla seduta. Un'altra correlazione tra i Beatles e Collins è stata la sua apparizione, come comparsa, nel film A Hard Day's Night.

### Pubblicazione ed accoglienza
All Things Must Pass venne pubblicato dalla Apple Records negli ultimi giorni del novembre 1970, riscuotendo un enorme ed abbastanza inaspettato successo sia critico che commerciale. L'album è formato da tre dischi; i primi due contengono canzoni, mentre il terzo è completamente occupato da lunghe jam-session. Art of Dying è la seconda canzone del lato D, la settima del secondo 33 giri e la sedicesima in generale; è stata posta tra I Dig Love, un inno all'Amore, e la seconda Isn't It a Pity, denominata come Version Two. Con la rimasterizzazione, la ristampa su CD del 22 gennaio 2001 e la successiva divisione in due compact disc, questo brano è la settima canzone del secondo disco, e la ventunesima in generale, poiché si aggiungono ben 5 tracce bonus.
Robert Rodriguez ha usato la canzone, assieme alle assai differenti What Is Life, Isn't It a Pity ed I Dig Love, per dimostrare la versatilità stilistica del Quiet Beatle oscurata dal binomio Lennon-McCartney. Ben Gerson, di Rolling Stone, condivide la linea di pensiero di Rodriguez circa la gran quantità di generi racchiusa nell'album, ma afferma che la melodia del brano è molto simile a Paint It Black dei Rolling Stones; curiosamente, la canzone delle "Pietre Rotolanti" venne caratterizzata, per il sound, proprio grazie a George, che, dopo averne discusso con Brian Jones, amico anche di John Lennon e Paul McCartney, prestò al chitarrista il suo sitar, su cui Jones si esercitò per il brano; inoltre, il singolo My Sweet Lord, tratto da All Things Must Pass, venne accusato di plagio, per via di una forte somiglianza con He's So Fine (1963) delle Chiffons. Descritta come una sinistra composizione proto-disco da James Hunter sulla stessa rivista, ma in occasione della ripubblicazione del 2001, è stata considerata da Elliot Hunley come la traccia più drammatica dell'album ma anche una delle migliori canzoni rock della discografia harrisoniana, e, secondo Ian Inglis, contiene un arrangiamento molto occidentale in contrasto con il testo ispirato alla religione indiana. Simon Leng ha affermato che Art of Dying riparte da dove si erano fermate Tomorrow Never Knows e Within You Without You e che è il brano musicale che ha sfidato maggiormente il mondo del rock per la sua distanza dalla superficiale cultura pop.

### Altre versioni
Mai eseguita dal vivo, sebbene fosse stata ipotizzata per il The Concert for Bangla Desh, e Jim Horn avesse trascritto su uno spartito la partitura della sezione fiati del pezzo; e la partitura apparve sulle ultime pagine dell'autobiografia I, Me, Mine. Il demo per Phil Spector apparve, a partire dagli anni novanta, su alcuni bootleg, come Beware of ABKO! (1998). Joel Harrison pubblicò una reinterpretazione della canzone nel 2005.

## Formazione
- George Harrison: voce, cori, chitarre elettriche
- Eric Clapton: chitarra elettrica
- Carl Radle: basso elettrico
- Gary Wright: piano elettrico
- Billy Preston: organo
- Jim Gordon: batteria
- Phil Collins: conga
- Bobby Whitlock: campane tubolari
- Jim Price: tromba
- Bobby Keys: sassofono
- Musicista non accreditato: maracas[28]